# Spilogona sectata
Spilogona sectata är en tvåvingeart som först beskrevs av Huckett 1932.  Spilogona sectata ingår i släktet Spilogona och familjen husflugor. Inga underarter finns listade i Catalogue of Life.